# Masaaki Sawanobori
Masaaki Sawanobori (jap. 澤登 正朗, Sawanobori Masaaki; * 12. Januar 1970 in Fujinomiya, Präfektur Shizuoka) ist ein ehemaliger japanischer Fußballspieler.

## Karriere

### Verein
Masaaki Sawanobori erlernte das Fußballspielen in der Universitätsmannschaft der Tōkai-Universität. Seinen ersten Vertrag unterschrieb er 1992 bei Shimizu S-Pulse. Der Verein aus Shimizu spielte in der ersten Liga. Zum Best Young Player wurde er 1993 gewählt. 1996 ewann er mit Shimizu den J. League Cup. Im Endspiel gewann man im Elfmeterschießen gegen Verdy Kawasaki. Das Finale im Kaiserpokal erreichte man 2001. Hier besiegte man im Endspiel Cerezo Osaka mit 3:2. Den Supercup gewann er 2001 und 2002. Nach 381 Spielen für Shimizu beendete er 2005 seine aktive Karriere als Fußballspieler.

### Nationalmannschaft
1993 debütierte Sawanobori für die japanische Fußballnationalmannschaft. Sawanobori bestritt 16 Länderspiele und erzielte dabei drei Tore.

## Erfolge
Shimizu S-Pulse
- Kaiserpokal: 2001
- J. League Cup: 1996
- Supercup: 2001, 2002

## Auszeichnungen
- J. League Best Young Player: 1993
- J. League Best Eleven: 1999